# Jean-Baptiste Troppmann
Jean-Baptiste Troppmann (Brunstatt; 5 de octubre de 1849 – París; 19 de enero de 1870) fue un conocido asesino en serie francés. Planeó falsificar dinero junto a Jean Kinck pero asesinó a su cómplice con ácido cianhídrico y descuartizó a Gustave, un hijo de Kinck. Se reunió con Hortense, la esposa de Kinck, en París y la engañó para conseguir 55.000 francos a nombre de su esposo. Luego descuartizó a la mujer y a los otros cinco hijos de la pareja en la vecindad de Pantin.
Al día siguiente, un obrero encontró los restos mutilados de Hortense y sus hijos. Más tarde se encontraron los cuerpos de Jean y Gustave Kinck. Troppmann fue sentenciado a muerte por ocho asesinatos y ejecutado en la guillotina el 19 de enero de 1870.
El personaje es mencionado por Mijail Bakunin en su obra Dios y el Estado, escrito pocos meses después de la ejecución, de la que fue testigo Iván Turguénev.

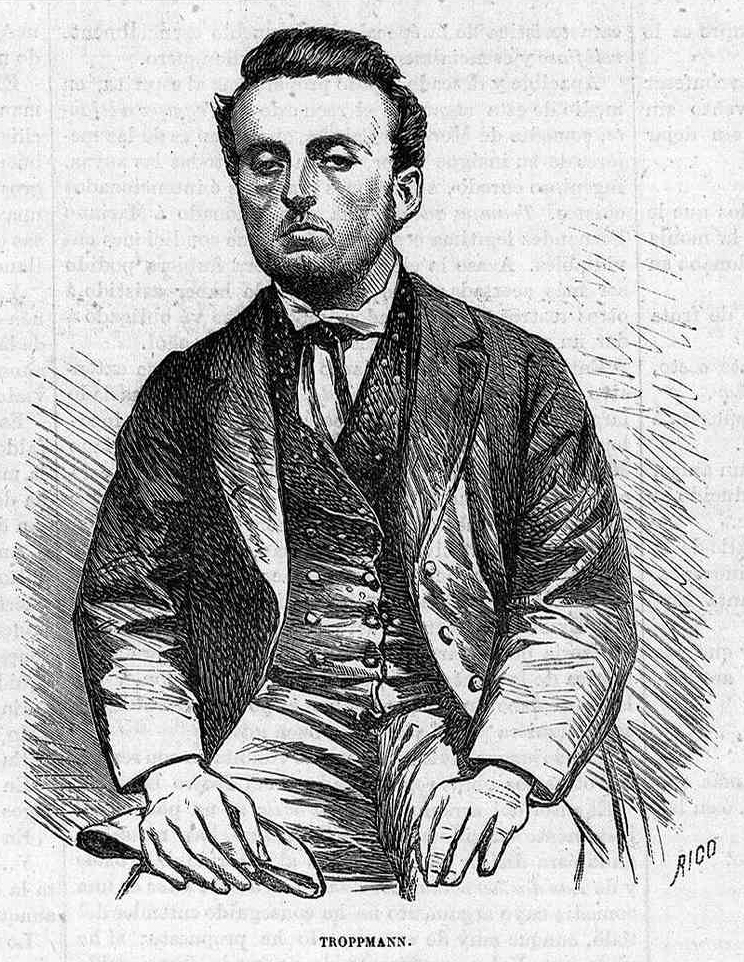
Troppman en La Ilustración de Madrid.

La ejecución de Troppmann es también el argumento que usa Iván Turguénev para su obra corta "La ejecución de Troppmann", donde describe el sórdido ambiente anterior a la ejecución del reo, a los ojos de un grupo de periodistas a los que se les permite asistir en primera persona a los prolegómenos de la ejecución junto al ajusticiado. Los últimos pasajes de la obra son una reflexión sobre la barbarie de la pena de muerte: "¿Con qué derecho se realiza todo esto? ¿Por qué se mantiene este rito indignante? ¿Es justificable la pena de muerte? ¿Es justificable la pena de muerte?".